# Migas centralis
Migas centralis är en spindelart som beskrevs av Wilton 1968. Migas centralis ingår i släktet Migas och familjen Migidae. Inga underarter finns listade i Catalogue of Life.